# Tachina cordiforceps
Tachina cordiforceps är en tvåvingeart som först beskrevs av Rowe 1931.  Tachina cordiforceps ingår i släktet Tachina och familjen parasitflugor. Inga underarter finns listade i Catalogue of Life.